# Ващенко, Гавриил Харитонович
Гаврии́л Харито́нович Ва́щенко (20 июня 1928, Чикаловичи, Гомельский округ — 14 февраля 2014, Минск) — белорусский советский живописец, народный художник БССР (1988). Заслуженный деятель искусств БССР (1977). Профессор (1980). Лауреат Государственной премии БССР (1984).

## Биография
Родился 20 июня 1928 года в Белорусском Полесье, мотивы природы которого отражались в творчестве художника на протяжении всей жизни.

### Молодость
В 1948 году окончил Киевское училище прикладных искусств, преподаватель — Яблонская Т. Н.. Историю искусств в училище преподавал Н. А. Прахов, художник и искусствовед, отец которого, А. В. Прахов, когда-то руководил росписью Владимирского собора в Киеве и был знаком с Врубелем. Дружба с Н. А. Праховым, а также само прикладное направление училища оказали большое влияние на становление Гавриила Ващенко как художника. Он увлёкся монументальным искусством и, будучи на 3-м курсе училища, уже делал росписи в здании Верховного Совета Украины. По окончании училища работал на киностудии имени Довженко.
По совету старшекурсников уехал поступать в Львовский государственный институт декоративного и прикладного искусства, который окончил в 1955 году. По распределению уехал в Молдавию, где прожил 6 лет. Получил звание Лауреата фестиваля молодежи и студентов Молдавии.
В 1955-60 годах преподавал в Республиканском художественном училище Кишинёва (Молдавия).
В 1957 году был принят в члены Союза художников СССР. Был автором нескольких монументальных росписей в Кишинёве и Москве. На всесоюзной выставке в Москве познакомился с будущим народным художником Беларуси Владимиром Стельмашонком, по приглашению которого в 1961 году приехал в Минск, чтобы возглавить Кафедру монументально-декоративного искусства в Белорусском государственном театрально-художественном институте. К этому времени у Гавриила Ващенко уже была семья — жена и 2 сына.

### Переезд в Минск
В 1961 году переехал в Минск и осуществил первый набор на специальность «Монументально-декоративное искусство», являлся основателем кафедры монументально-декоративного искусства в Белорусском государственном театрально-художественном институте.
С 1961 по 1997 годы преподавал в Белорусском государственном театрально-художественном институте (с 2001 года — Белорусская государственная академия искусств).
В 1963 году пригласил переехать в Минск с Украины для преподавания в институте будущего народного художника Беларуси Александра Кищенко.
В 1965 году получил учёное звание доцента.
С 1966 по 1975 годы — в связи с реорганизацией кафедры декоративно-прикладного искусства руководил мастерской при кафедре живописи.
В 1969 году получил бронзовую медаль ВДНХ СССР.
В 1972 году сделал роспись Дворца культуры химиков в Светлогорске.
В 1975 году получил золотую медаль ВДНХ СССР за картину «Мое Полесье». Картина не была рекомендована выставочным комитетом, но попала в Москву благодаря стараниям директора Художественного музея БССР Елены Аладовой.
В 1975 году получил серебряную медаль имени Грекова за картину «Баллада о мужестве».
С 1975 по 1995 годы заведовал кафедрой монументально-декоративного искусства.
В 1978 году Г. Х. Ващенко была вручена Почётная грамота Верховного Совета БССР, и он был удостоен звания Заслуженный деятель искусств БССР.
В 1980 году присвоено учёное звание профессора.
В 1980 году в издательстве «Советский художник» вышел альбом произведений Гавриила Ващенко — первый в новой серии «Мастера советского искусства». Автором этой первой монографии о Г. Х. Ващенко была российский искусствовед Ольга Воронова.
В 1984 году стал Лауреатом Государственной премии БССР (за цикл картин «Дума о Родине», «Прорыв», «Мир земле моей», «Июльский мёд»).
С 1987 по 1999 годы большая часть дипломных работ на кафедре монументально-декоративного искусства в Белорусской Академии искусств выполнена под руководством Г. Х. Ващенко. Многочисленные его ученики являются членами Белорусского союза художников, внесли существенный личный вклад в изобразительное искусство Беларуси. Многие преподают в художественных учебных заведениях, В. Л. Зинкевич возглавляет кафедру монументально-декоративного искусства, определяет перспективные направления её развития.
Ващенко принимал активное участие в общественной жизни Союза художников, являлся членом Правления Союза Художников СССР, членом Президиума Союза Художников БССР, членом экспертной комиссии Министерства культуры БССР, членом Всесоюзной комиссии по монументальному искусству Союза художников СССР и межведомственного Совета при Госстрое БССР по синтезу искусств, членом правления фонда культуры.
В 1988 году Г. Х. Ващенко было присвоено звание «Народный художник БССР».

### Постсоветский период
В 1992 году Международным Биографическим Центром Кембриджа Ващенко был признан «Человеком года».
В 1993 году Международным Биографическим Центром Кембриджа Ващенко был признан «Человеком XX столетия» и награждён именной серебряной медалью.
В 1994 году Американским Биографическим Институтом Ващенко было присуждено почетное звание «Человек года» и вручена именная золотая медаль «Честь 2000».
В 1995 году был награждён медалью Франциска Скорины и получил звание Академика живописи ОО «Белорусская Академия изобразительного искусства».
В 1999 году Ващенко был отмечен Американским Биографическим Институтом.
В 2002 году в Гомеле была открыта «Картинная галерея Г. Х. Ващенко», основу которой составили 70 живописных полотен, акварелей и эскизов монументальных работ, переданных художником в дар городу.
В 2013 году стал Почётным гражданином г. Гомеля.
Картины Г. Х. Ващенко экспонировались в Австрии, Алжире, Англии, Болгарии, Венгрии, Дании, Италии, Польше, Румынии, Франции, ФРГ и Чехословакии. Его произведения находятся в 28 музеях мира, в том числе, в Национальном художественном музее Республики Беларусь, в Национальном музее украинского искусства, Национальном художественном музее Молдавии, Национальном художественном музее Болгарии. В фондах Третьяковской галереи — 12 его живописных работ.
Умер 14 февраля 2014 года. Похоронен в Минске на Восточном кладбище.

## Память
- Участок, на котором находится могила Матильды и Гавриила Ващенко, вымощен квадратной брусчаткой. Над двойным захоронением установлен гранитный валун. В его центральной части расположен полированный участок, где вырезан простой четырёхконечный крест. Справа от креста выгравировано: «Вашчанка / Гаўрыіл Харытонавіч /1928 — 2014 / Народны мастак / Беларусі». С левой стороны написано: «Вашчанка / Мацільда Адамаўна / 1929—2013 / Любімая / жонка».
- Почётный гражданин г. Гомеля (2013, Гомель).
- Имя занесено на городскую Доску почёта (Гомель).

## Произведения

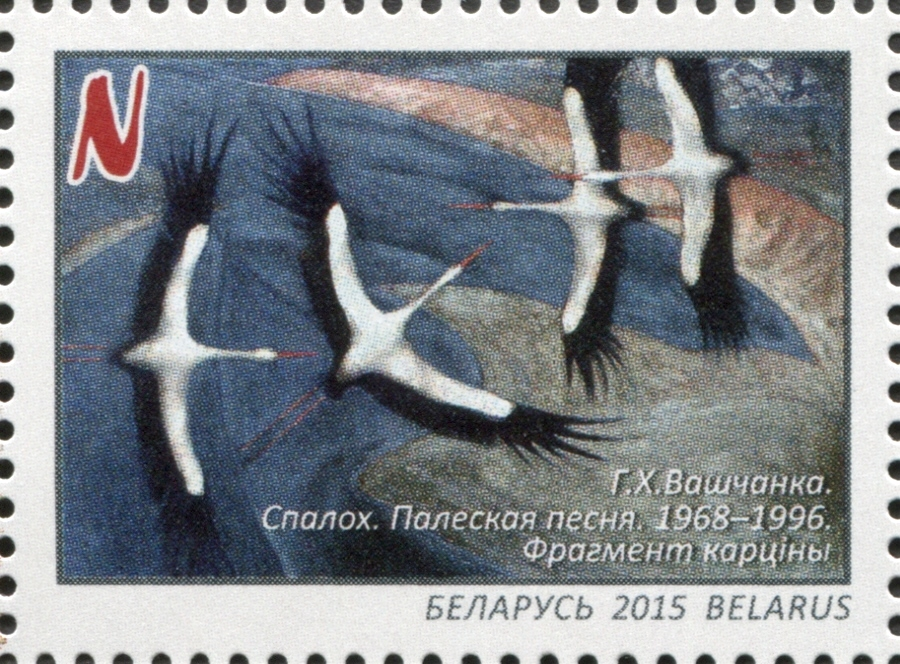
«Всполох. Полесская песня». 1968—1996. Фрагмент картины. Марка Белоруссии, 2015

### Станковая живопись
- «Непокоренные»
- «Цикламены» (1966)
- «В ожидании»
- «Нефтяники Полесья»
- «Полесская песня»
- «Мое Полесье» (1975, золотая медаль ВДНХ)
- «Август»
- «Грюнвальдская битва»
- «Лев Сапега в Гольшанах»
- «Крылья матери»
- «Июльский мёд»
- «Сентябрьские туманы»
- «Первый снег»
- «Диалог»
- «Легенда»
- «Раздумье»
- «Песня дуба»
- «Зеленый Луг»
- «Простор»
- «Мой край» (1980, Национальная Третьяковская галерея)
- «Чернобыльский реквием»
- «Тайна ночи» (1991, холст, масло, 90 х 114см)

### Монументальные работы
- Мозаика «Полёт» (1963) во Дворце культуры текстильщиков в Минске
- Роспись «Земля Светлогорская» (1972) во Дворце культуры химиков в г. Светлогорске
- Витражи в «Доме кино» (Красный костёл) в Минске (1974)
- Энкаустика «Просветители» (1970—1976) в «Доме учителя» (Лицей БГУ) в Минске
- Витражи и рельефы в кинотеатре «Москва» (в соавторстве с Н. Ващенко, 1980) в Минске

### Панно «Просветители»
Панно представляет собой одно из крупнейших в Беларуси произведений в технике энкаустики. В этой работе представлена история белорусской культуры через личности известных белорусских гуманистов XVI—XVII и XX веков, чьё творчество и идеи обогатили науку и культуру Беларуси:
- первопечатник, врач и философ Франциск Скорина
- деятель белорусской Реформации Симон Будный
- поэт, публицист и драматург Симеон Полоцкий
- поэт, критик и публицист Максим Богданович
- языковед и филолог Ефим Карский
- народный поэт Беларуси Янка Купала
- народный поэт Беларуси Якуб Колас

В руках героев панно свитки, фолианты, книги, что перекликается с известным христианским сюжетом «Дары волхвов». В данном случае это дары просвещения. Посередине композиции в круге света, две фигуры  — женщины-учителя и мальчика-ученика, это также параллель с библейским сюжетом Матери и Сына.
Как и в других своих монументальных произведениях, в панно «Просветители» Г. Х. Ващенко использовал картинный принцип построения композиции. То есть, «картинность», как способ организации плоскости росписи по принципу разворачивания сценического действия.

## Персональные выставки
- 1978 — Государственный художественный музей, Минск
- 1978 — Национальный художественный музей Молдовы, Кишинёв
- 1980 — Центральный дом художника, Москва
- 1982 — выставочные залы Союза художников Болгарии, София
- 1988 — Национальный художественный музей Республики Беларусь, Минск
- 1988 — Музей украинского искусства, Львов
- 1993 — Республиканская художественная галерея, Минск
- 1995 — Национальный музей украинского искусства, Киев
- 1997 — Галерея «Мастацтва», Минск
- 1998 — Галерея «Традиция», Светлогорск
- 1998 — Гомель
- 1998 — Музей современного изобразительного искусства, Минск
- 1998 — Галерея «Золото», Минск
- 2013 — Национальный художественный музей Республики Беларусь, Минск[11].

Открытие последней выставки Гавриила Ващенко «Тайна ночи», посвящённая его 85-летию. 12 декабря 2013 года, Национальный художественный музей Республики Беларусь
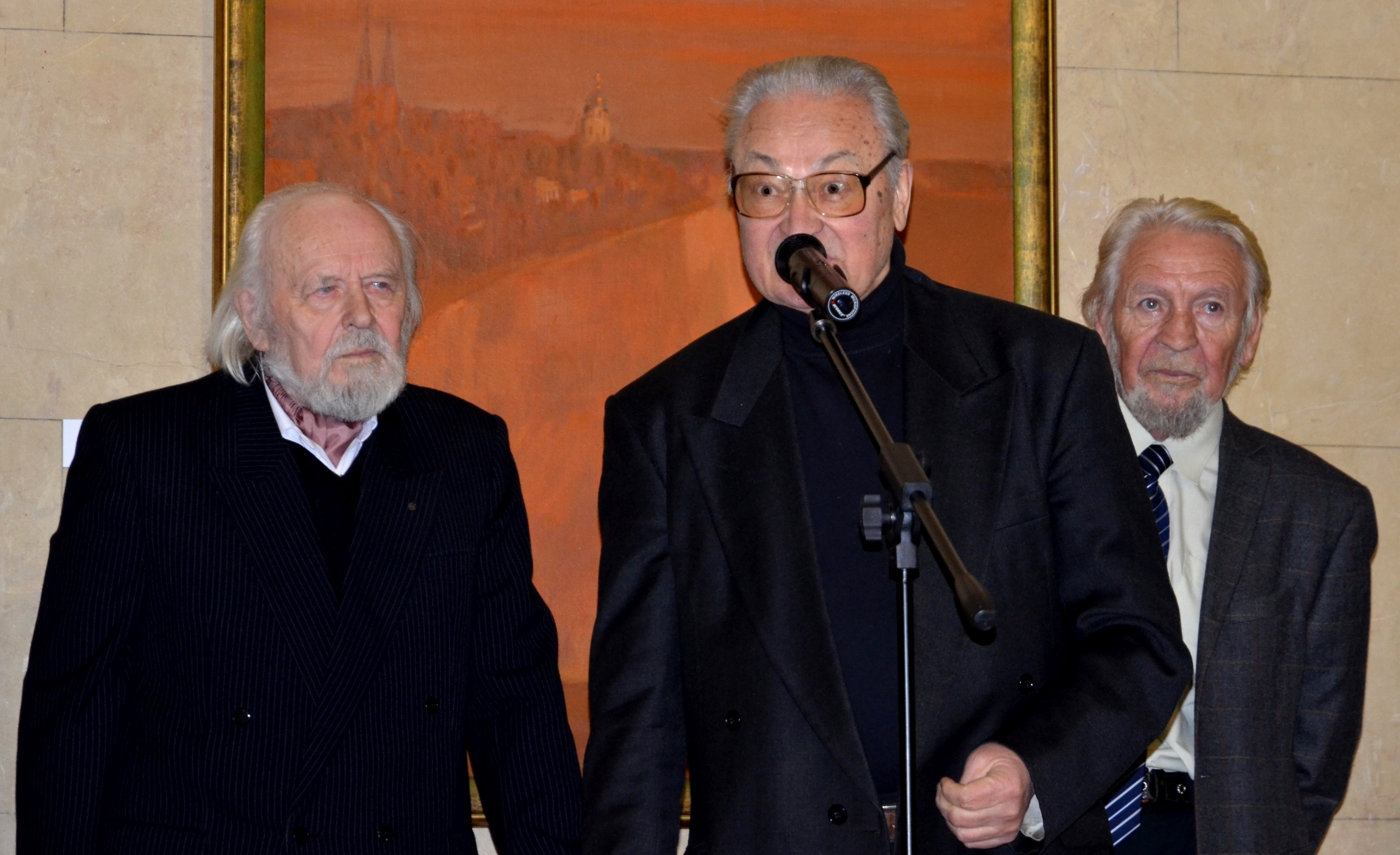
Слева направо: Гавриил Ващенко, Геннадий Буравкин, Василий Шарангович.
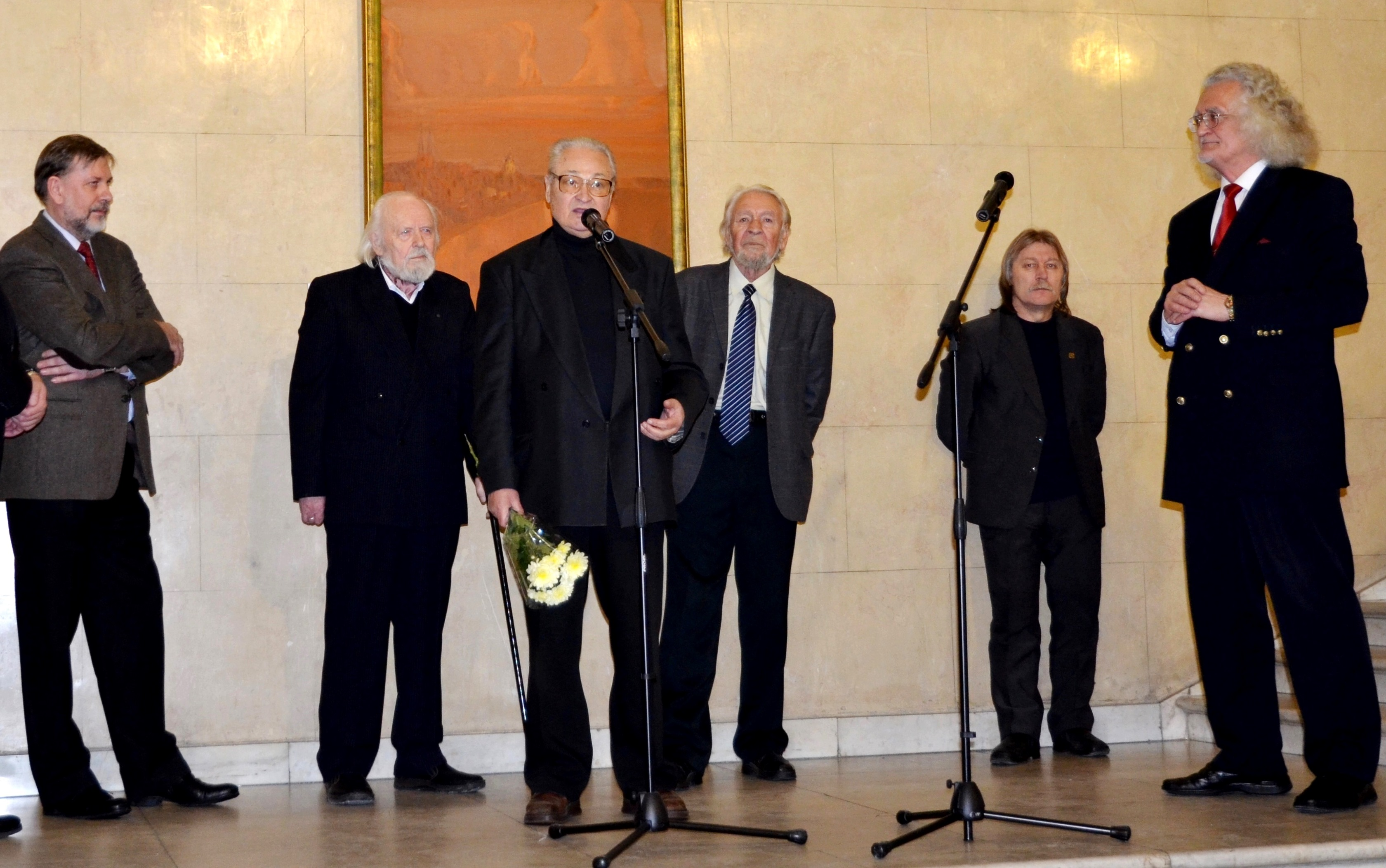
Слева направо: Михаил Борозна, Гавриил Ващенко, Геннадий Буравкин, Василий Шарангович, Григорий Ситница, Владимир Прокопцов.
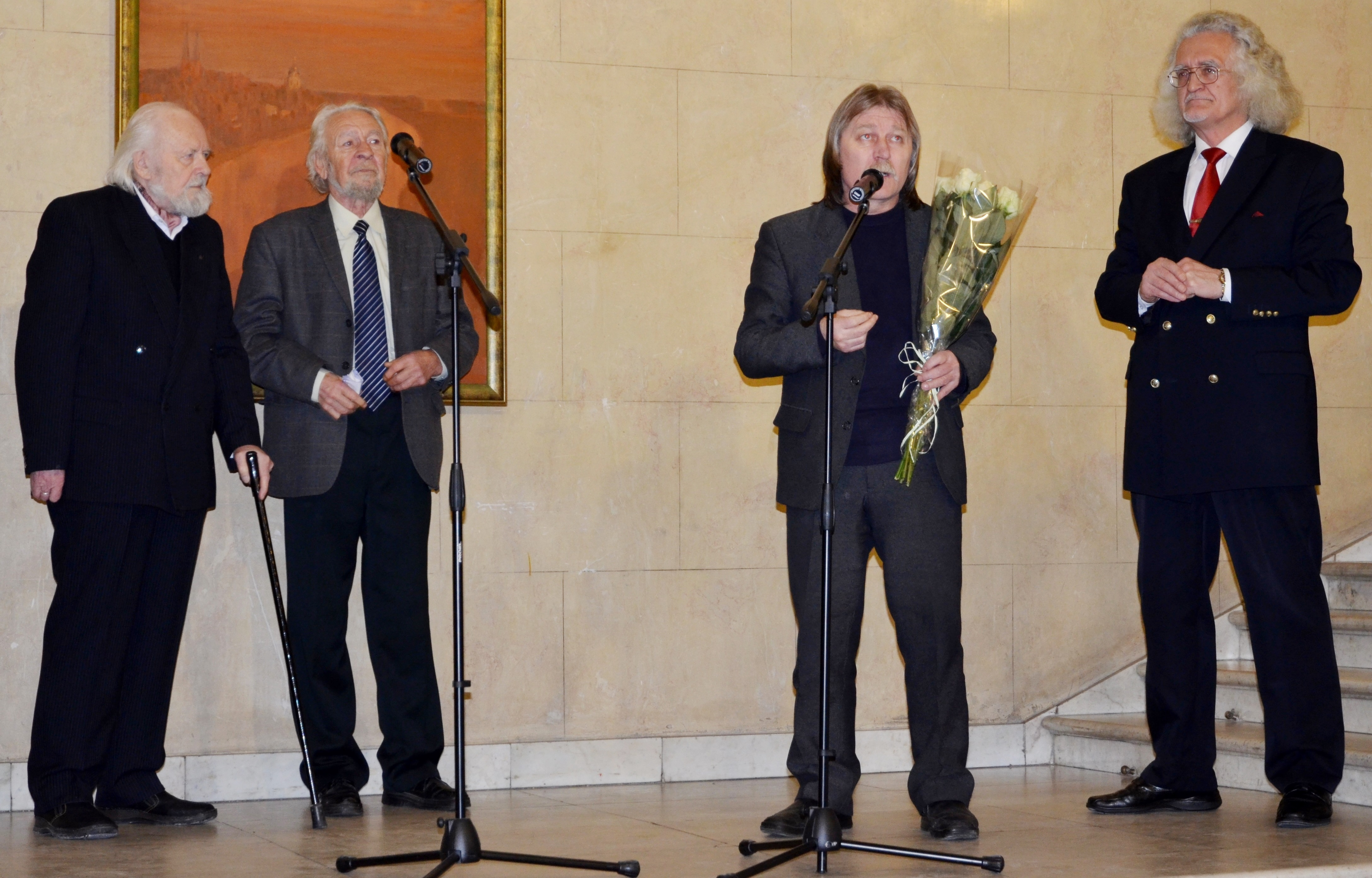
Слева направо: Гавриил Ващенко, Василий Шарангович, Григорий Ситница, Владимир Прокопцов.
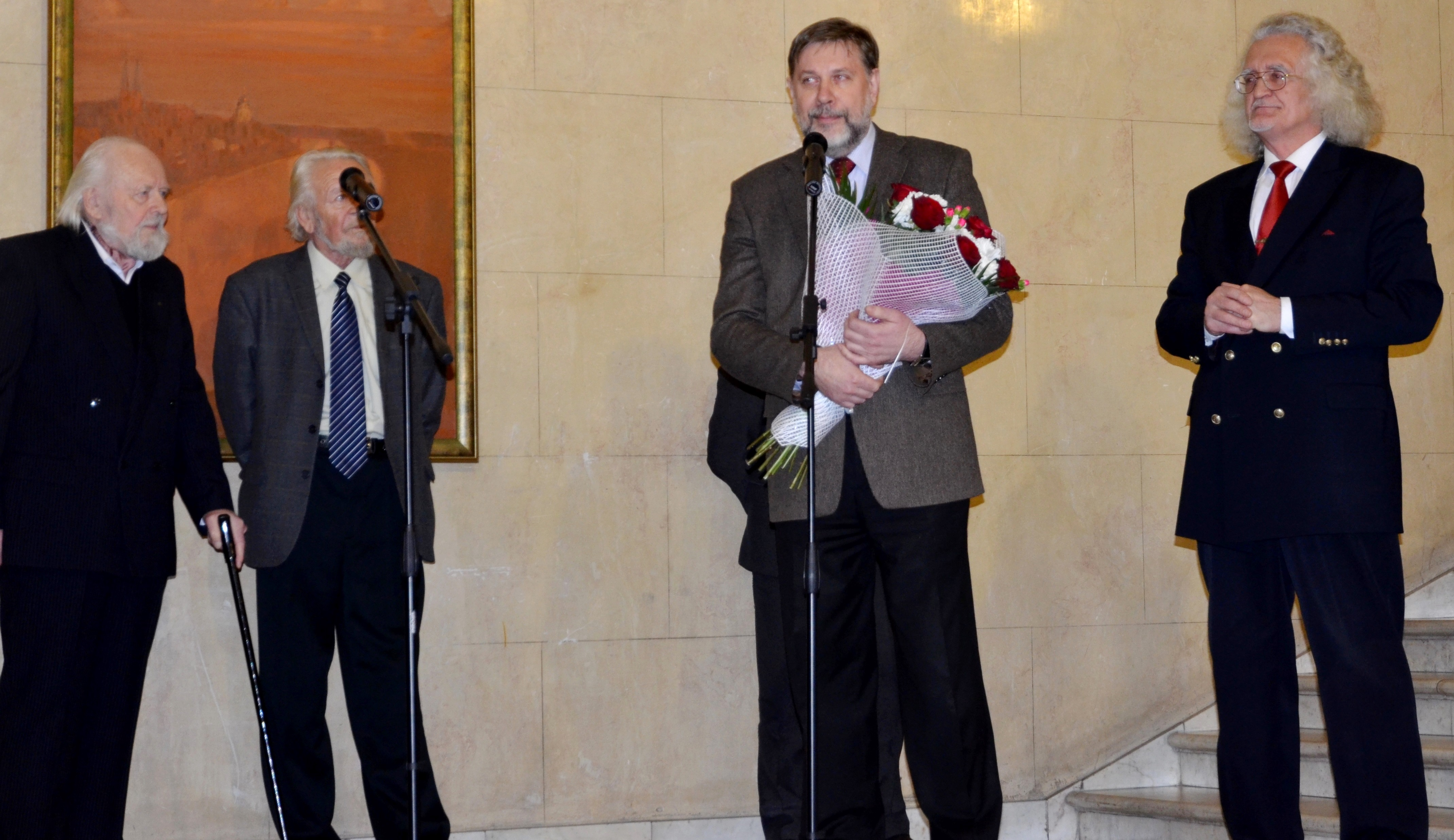
Василий Шарангович, Михаил Борозна, Владимир Прокопцов.
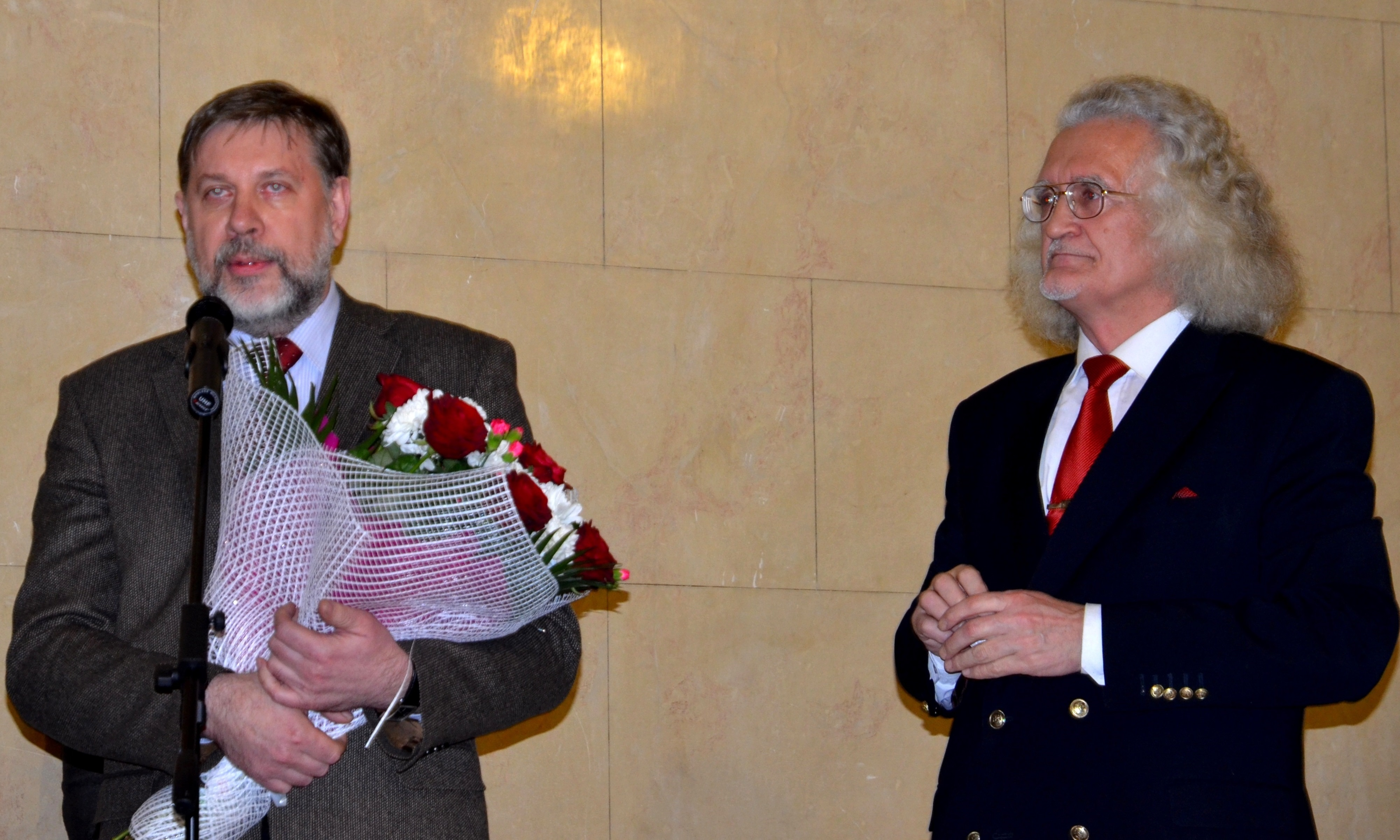
Ректор Академии искусств Беларуси Михаил Борозна, директор Художественного музея Беларуси.
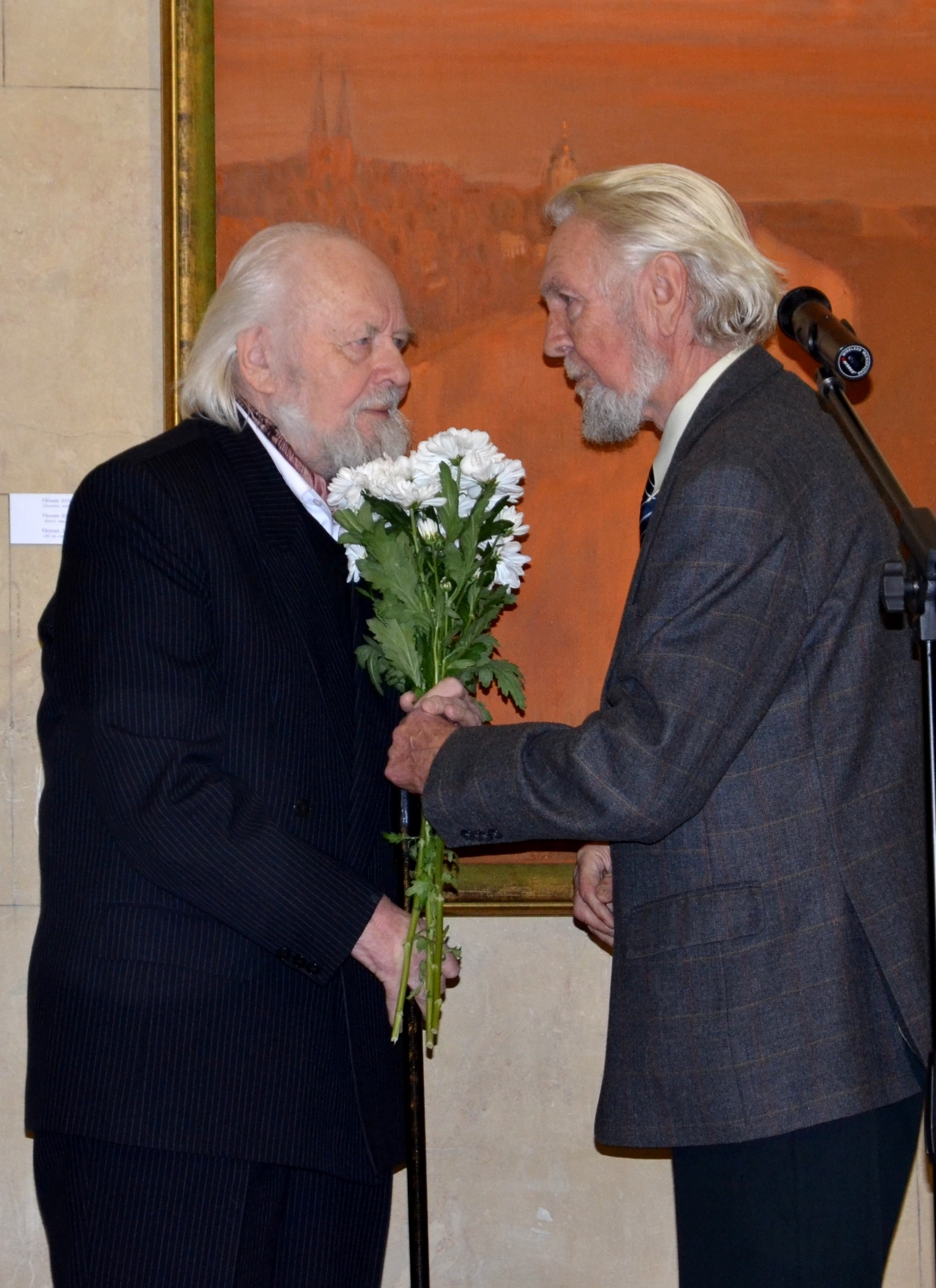
Художники Гавриил Ващенко и Василий Шарангович
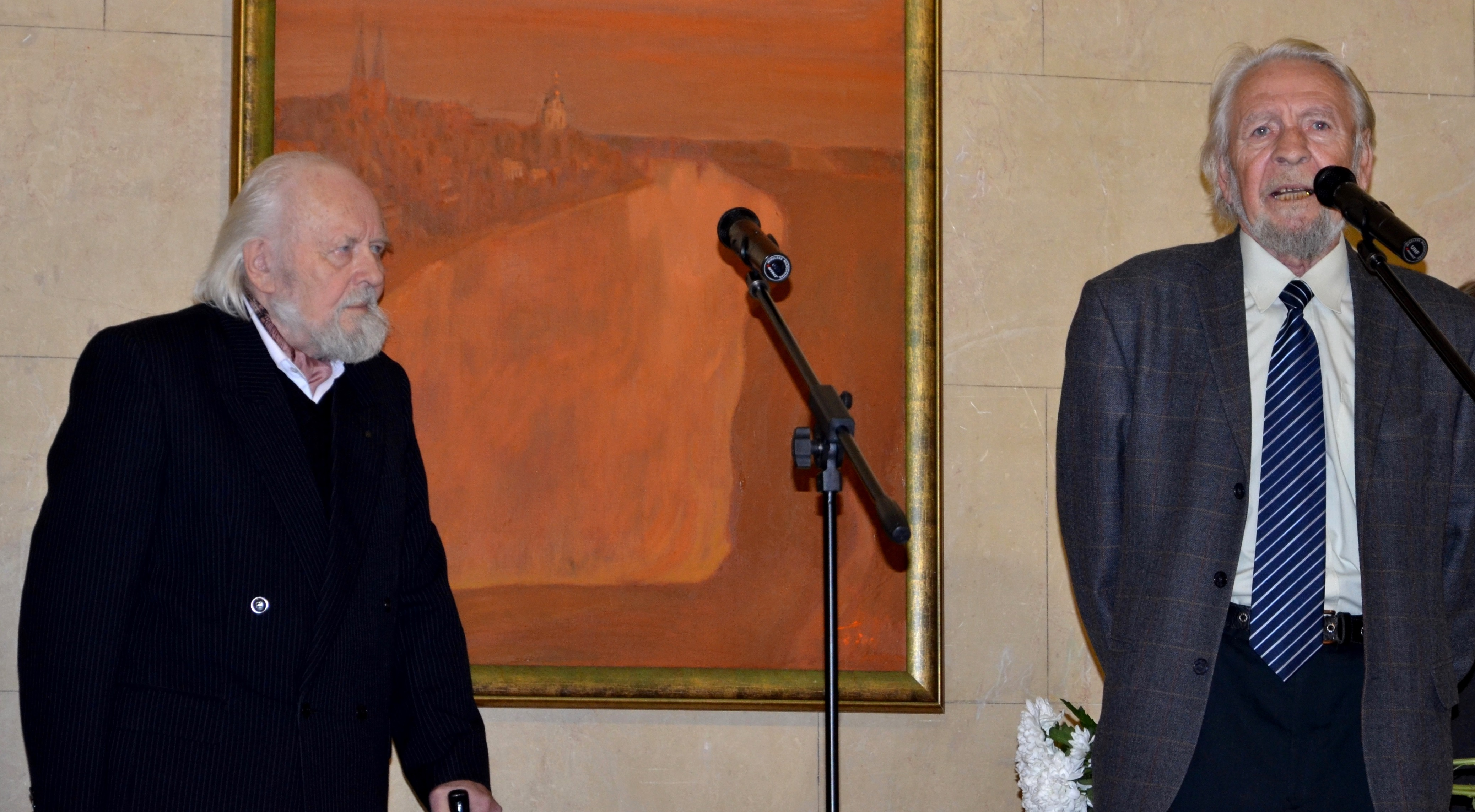
Гавриил Ващенко, Василий Шарангович
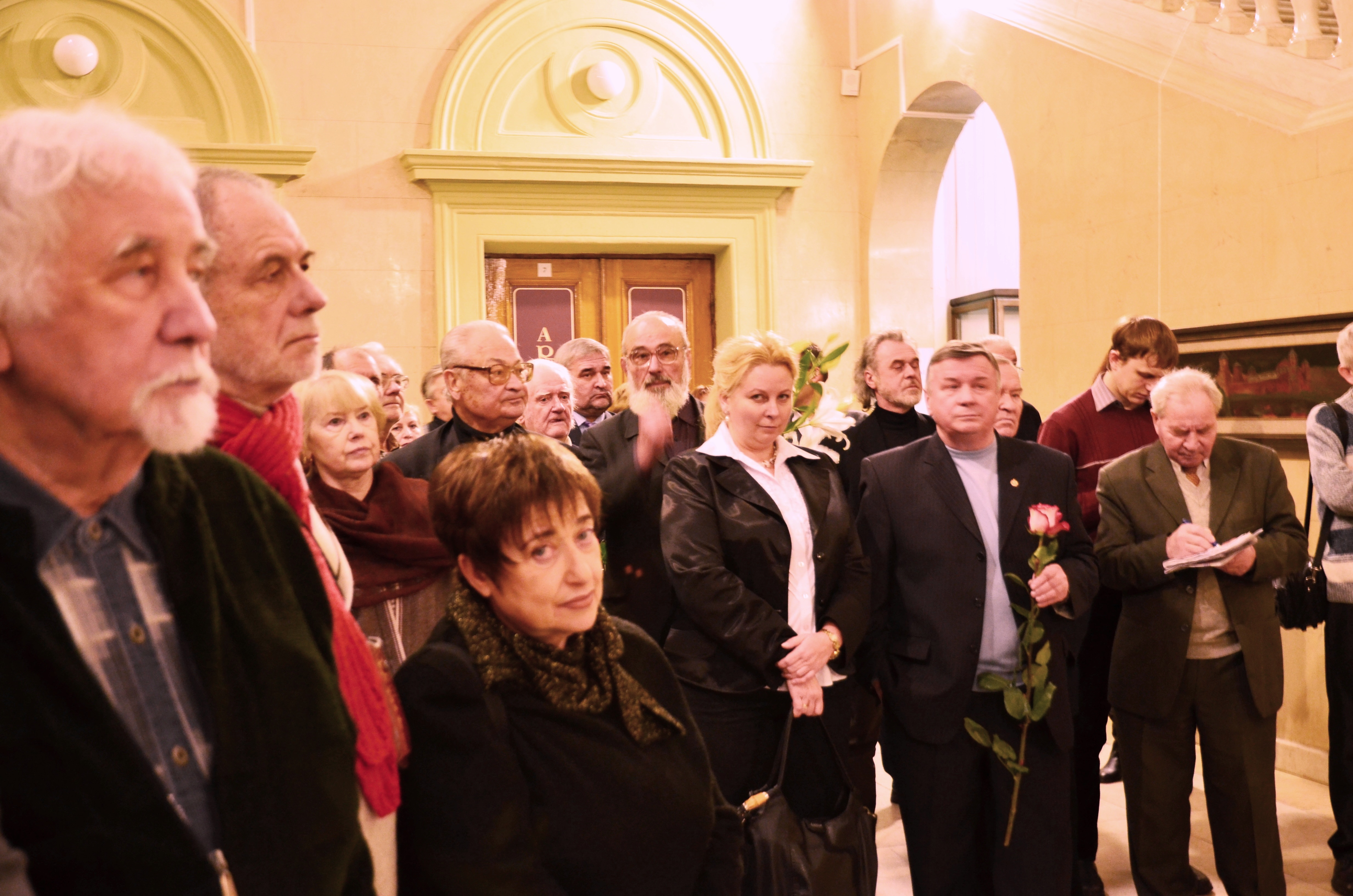
Открытие выставки. Слева направо: художник Юрий Гаврин, режиссёр Борис Луценко, искусствовед Лариса Финкельштейн, поэт Геннадий Буравкин, искусствовед Наталья Шарангович
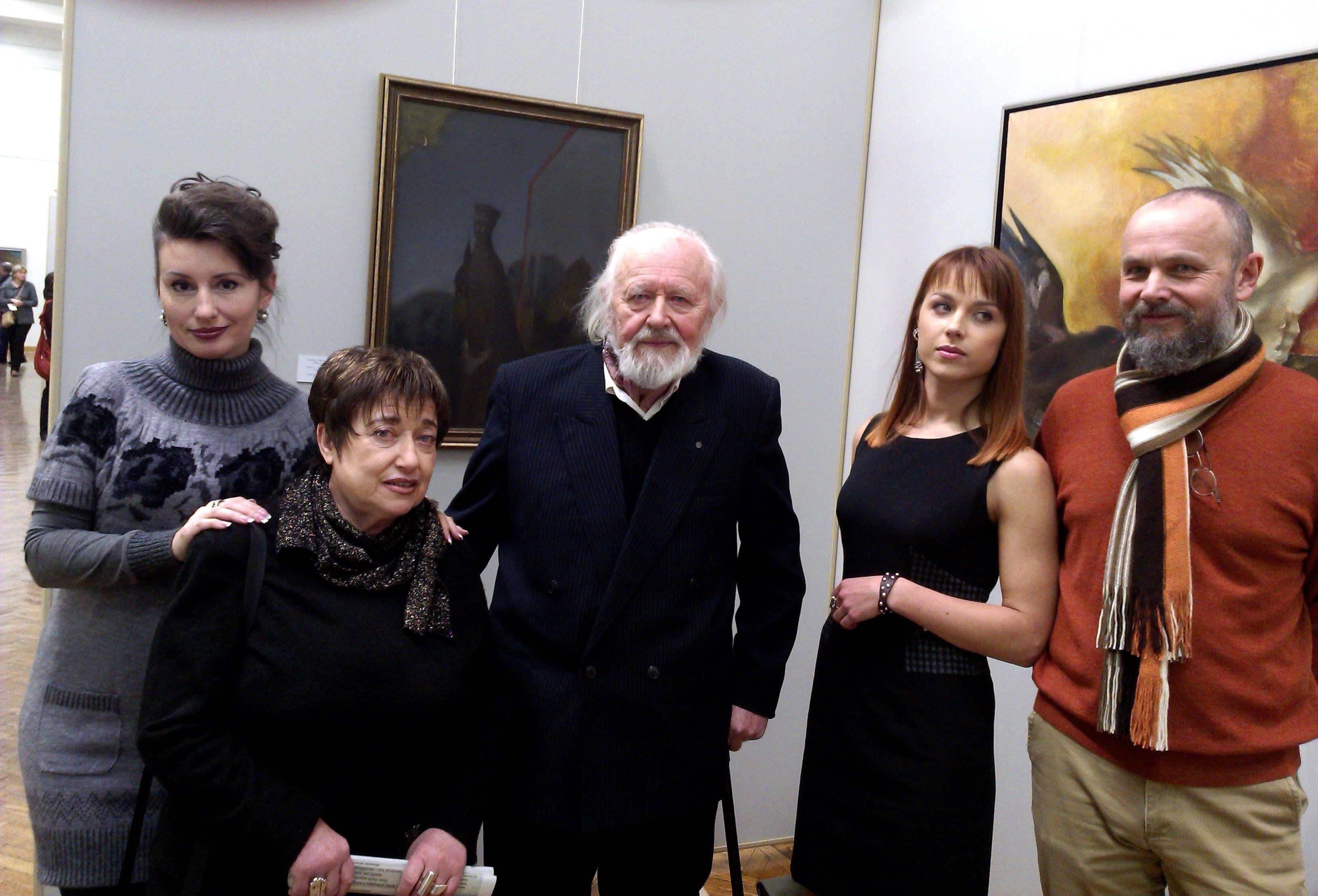
Справа от Гавриила Ващенко его внучка и сын. Слева — белорусский искусствовед Лариса Финкельштейн